# محمد ياسر طاهر
محمد ياسر أحمد طاهر هو مواطن يمني كان معتقلًا إداريًا خارج نطاق القانون في معتقل غوانتانامو الأمريكي في كوبا. الرقم التسلسلي الخاص به كان 679. ولد في 1980 في إب باليمن. محمد هو الأخ الأصغر لـ علي عبد الله أحمد، أحد الثلاثة الذين لقوا حتفهم في معتقل غوانتانامو في 10 يونيو 2006. تم إطلاق سراحه في 19 ديسمبر 2009. ذكرت بي سي نيوز في 3 مارس عام 2017، أنه قتل بواسطة صاروخ أطلق بواسطة طائرة بدون طيار في 2 مارس 2017.